# Gubacha
Gubacha – miasto w Rosji, w Kraju Permskim. W 2023 roku liczyło 22 915 mieszkańców. Miasto leży w pn.-wsch. części europejskiej Rosji, u podnóża Uralu, nad brzegiem rzeki Koswa (lewym dopływem Kamy), w dorzeczu Wołgi. Miasto leży około 150 km na północny wschód od Permu.
Miasto powstało w 1941 roku z połączenia osad Gubacha, Kržižanovsk i Imeni Krupskoj w jedną jednostkę administracyjną. Osada Gubacha znana jest od połowy XVIII wieku jako ośrodek wydobywczy rudy żelaza.

## Charakterystyka
W Gubacha znajduje się m.in. szkoła medyczna i sierociniec.
W mieście rozwinięty jest przemysł, produkowane są tu m.in.: koks, chemikalia, biochemikalia, zabawki i energia.
Gubacha leży na linii kolejowej Czusowo-Kizel-Solikamsk.
W 1936 r. uruchomiono tu jedną z największych wówczas koksowni w ZSSR. W Gubacha mieści się Regionalna Elektrownia Państwowa Kizel (GRES-3).
W 1993 r. lokalne stowarzyszenie przemysłowe, składające się z wielu zakładów produkcji chemicznej zostało skupione w spółkę akcyjną o nazwie Metrafrax. 51% akcji spółki zostało sprzedane pracownikom.
Od 1967 r. w Gubacha mieści się Muzeum Historii.

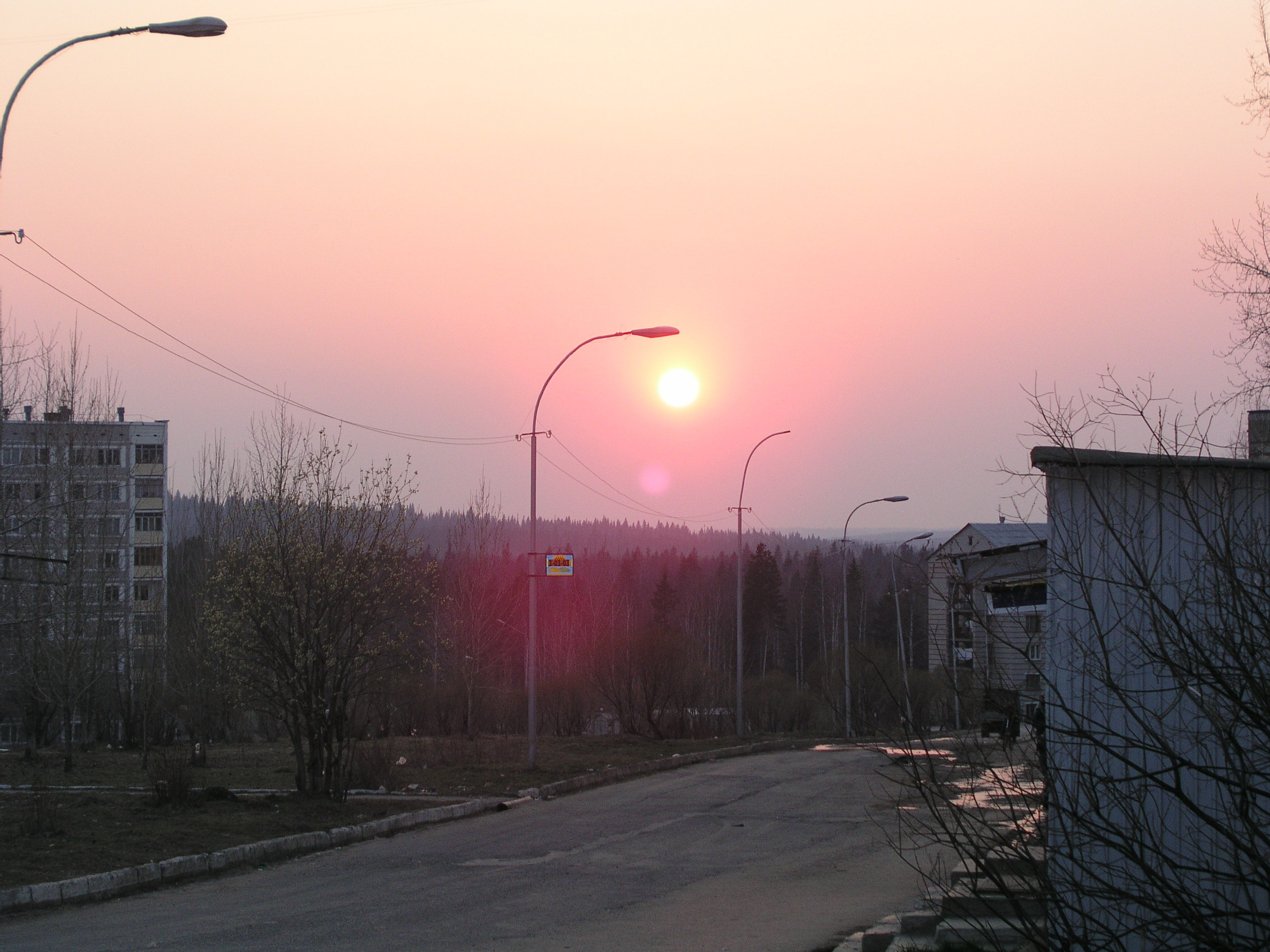

## Natura
Gubacha jest jednym z najbardziej zanieczyszczonych miast na Uralu. W mieście popularne są zjawiska krasowe, a także zapadliska, w związku m.in. z wydobyciem węgla. Na terenie tego miasta znajduje się 7 geologicznych pomników przyrody, w tym dwie jaskinie, dwie wychodnie, góra Krestowaja, most krasowy i łuk krasowy.

## Herb
Herb miasta Gubacha został zatwierdzony 29 grudnia 1972 r. na posiedzeniu Rady Miasta. Projektantem był Władimir Dmitriewicz Polew.